# 国家、地区和区域网球协会列表
这是全球各国家、地区和区域网球协会网球协会的列表。目前共有六个洲际网球协会、145个正式会员协会以及61个无投票权的准会员协会。  
6个洲际网球协会是：
- 亚洲：亚洲网球联合会（ATF），拥有44个会员协会。
- 非洲：非洲网球联合会（CAT），拥有51个会员协会。
- 南美洲：南美洲网球联合会（COSAT），拥有10个会员协会。
- 中美洲及加勒比海地区：中美洲及加勒比海网球联合会（COTECC），拥有33个会员协会。
- 大洋洲：大洋洲网球联合会（OTF），拥有19个会员协会。
- 欧洲：欧洲网球联合会（TE），拥有49个会员协会。

## 亚洲网球联合会 (ATF)
| 正式会员协会： (34): - 巴林 - 中國 - 中華臺北 - 香港 - 印度 - 印度尼西亞 - 伊朗 - 伊拉克 - 日本 - 约旦 - 科威特 - 黎巴嫩 - 马来西亚 - 緬甸 - 阿曼 - 巴基斯坦 - 菲律賓 - 沙烏地阿拉伯 - 新加坡 - 斯里蘭卡 - 叙利亚 - 泰國 - 阿联酋 - 越南 - 葉門 | 准会员协会： (10): - 阿富汗 - 不丹 - 柬埔寨 - 澳門 - 馬爾地夫 - 蒙古国 - 尼泊尔 - 巴勒斯坦 非ITF成员协会 (1): - 东帝汶 |

## 非洲网球联合会 (CAT)
| 正式会员协会： (29): - 阿尔及利亚 - 安哥拉 - 喀麦隆 - 刚果共和国 - 埃及 - 衣索比亞 - 加彭 - 賴索托 - 利比亞 - 马达加斯加 - 模里西斯 - 摩洛哥 - 纳米比亚 - 奈及利亞 - 卢旺达 - 塞内加尔 - 南非 - 苏丹 - 多哥 - 突尼西亞 - 乌干达 - 尚比亞 - 辛巴威 | 准会员协会： (22): - 布吉納法索 - 中非 - 刚果民主共和国 - 赤道几内亚 - Guinea-Conakry - 利比里亚 - 马拉维 - 毛里塔尼亚 - 莫桑比克 - 尼日尔 - 塞舌尔 - 坦桑尼亚 非ITF成员协会 (2): - 聖多美和普林西比 |

## 南美洲网球联合会
正式会员协会： (10):
- 阿根廷
- 玻利维亚
- 巴西
- 智利
- 哥伦比亚
- 巴拉圭
- 秘魯
- 乌拉圭
- 委內瑞拉

## 中美洲及加勒比海网球协会 (COTECC)
| 正式会员协会： (18): - 阿鲁巴 - 巴哈马 - 百慕大 - 古巴 - 薩爾瓦多 - 海地 - 牙买加 - 墨西哥 - 巴拿马 - 波多黎各 - 圣卢西亚 - 千里達及托巴哥 - 美屬維爾京群島 | 准会员协会： (14): - 安地卡及巴布達 - 英屬維爾京群島 - 开曼群岛 - 多米尼克 - 格瑞那達 - 尼加拉瓜 - 圣基茨和尼维斯 - 苏里南 |

## 大洋洲网球联合会 (OTF)
| 正式会员协会： (2): - 新西兰 | 准会员协会： (17): - 美属萨摩亚 - 庫克群島 - 斐济 - 關島 - 基里巴斯 - 马绍尔群岛 - 密克羅尼西亞聯邦 - 瑙鲁 - 诺福克岛 - 帛琉 - 萨摩亚 - 所罗门群岛 |

## 欧洲网球联合会 (TE)
| 正式会员协会： (50): - 阿尔巴尼亚 - 安道尔 - 亞美尼亞 - 奥地利 - 白俄羅斯（终止） - 比利时 - 保加利亚 - 賽普勒斯 - 捷克 - 丹麦 - 爱沙尼亚 - 芬兰 - 法國 - 德国 - 英國 - 希腊 - 匈牙利 - 冰島 - 愛爾蘭 - 以色列 - 義大利 - 科索沃 - 拉脫維亞 - 列支敦斯登 - 立陶宛 - 盧森堡 - 北馬其頓 - 馬爾他 - 摩尔多瓦 - 摩納哥 - 蒙特內哥羅 - 荷蘭 - 挪威 - 波蘭 - 葡萄牙 - 羅馬尼亞 - 俄羅斯（终止） - 圣马力诺 - 塞爾維亞 - 斯洛伐克 - 斯洛維尼亞 - 西班牙 - 瑞典 - 瑞士 - 土耳其 - 乌克兰 非ITF会员协会 (1): - 梵蒂冈 |

## 不属于洲际组织的协会
ITF会员协会 (2):
- 美国
- 加拿大